# Jean-Denis G. G. Lepage
Jean-Denis Gilbert Georges Lepage (auch Jean-Dennis Lepage) (* 22. Januar 1952 in Meaux) ist ein französisch-niederländischer Historiker, Übersetzer, Illustrator und Autor zahlreicher Bücher. Nach einem Studium der Anglistik an der Universität Angers im Jahr 1971 war er zunächst als freier Übersetzer in Großbritannien tätig. Zu seinen Interessen gehören der Zweite Weltkrieg sowie mittelalterliche und französische Geschichte. Lepage lebt heute in Groningen, Niederlande.

## Publikationen (Auswahl)
- 1992: Vestingbouw stap voor stap : het bastion hoekpunt in oude stadsomwallingen, Walburg Pers, Zutphen, 1992. OCLC 1052579356
- 1994: Vestingen en schansen in Groningen : eeuwenlang de hoeksteen van de Nederlandse defensie, Matrijs, Groningen, ©1994.OCLC 832391479
- 2007: German Military Vehicles of World War II: An Illustrated Guide to Cars, Trucks, Half-Tracks, Motorcycles, Amphibious Vehicles and Others, von Jean-Denis G.G. Lepage, McFarland & Company, 2007 in der Google-Buchsuche-USA, ISBN 978-0-7864-2898-4
- 2008: The French Foreign Legion, McFarland, Jefferson, N.C, 2008. OCLC 636977300
- 2009: Aircraft of the Luftwaffe, 1935–1945: An Illustrated Guide, von Jean-Denis G.G. Lepage, McFarland, 2009 in der Google-Buchsuche-USA, ISBN 978-0-7864-3937-9
- 2010: French fortifications, 1715–1815: An Illustrated History, McFarland, Jefferson, NC, 2010. OCLC 729934070
- 2010: The fortifications of Paris, McFarland & Company, Inc., Publishers, Jefferson NC, 2010. OCLC 1000148939
- 2011: Castles and fortified cities of medieval Europe : an illustrated history, McFarland & Co, Jefferson, N.C, 2011. OCLC 774017019
- 2012: The Illustrated Handbook of Flak Anti-Air Defences 1935–1945, Weapons, Emplacements, Equipments, Spellmount, Stroud, Gloucestershire, 2012. OCLC 815894061
- 2012: British Fortifications Through the Reign of Richard III, McFarland & Co., Jefferson, N.C., 2012. OCLC 785834957
- 2014: An illustrated dictionary of the Third Reich, McFarland & Company, Inc., Publishers, Credo Reference, Jefferson, North Carolina, Boston, Massachusetts, 2015. OCLC 815894061
- 2015: Hitler’s armed forces auxiliaries : an illustrated history of the Wehrmachtsgefolge, 1933–1945, McFarland et Company, Jefferson, North Carolina, 2015. OCLC 1002278056
- 2017: Military Trains and Railways, McFarland & Company, Inc., Publishers, Jefferson, North Carolina, 2017. OCLC 959536506
- 2020: Torpedo bombers, 1900–1950, Pen & Sword Aviation, Barnsley, 2020. OCLC 1127082386
- 2021: Dutch fortifications: An Illustrated History from the Roman Era to the Cold War, McFarland et Company, Inc., Publishers, Jefferson, North Carolina, 2021, ISBN 978-1-47668-0-422
- 2022: Hitler’s Stormtroopers, The SA, The Nazis' Brownshirts, 1922–1945, Frontline Books, 2022, ISBN 978-1-39907-7-217